# Evelyn De Morgan
Evelyn De Morgan (London, 30. kolovoza 1855. – London, 2. svibnja 1919.) bila je engleska slikarica.

## Životopis
Ona je bila rođena Mary Evelyn Pickering, najstarije od četvero djece svojih roditelja. Njezina je majka visoko cijenila obrazovanje i brinula se da sva njezina djeca dobivaju kvalitetne poduke iz širokog spektra predmeta.:str. 143.-145. Odrastajući, Evelyn je bila posebno bliska sa svojim prvim bratom Spencerom, koji će kasnije postati poznati kemičar.:str. 145.-148.
Evelyn se zaljubila u umjetnost u mladosti, iako bi se u početku bavila samostalno u tajnosti, a tek kasnije uz podršku roditelja.:str. 175.-176. Marljivo je radila na slikanju i crtanju, dok se vrijeme provedeno u drugim aktivnostima - poput jedenja - smatralo rasipnim.:str. 176.-177. Počevši od 1873., par godina pohađala umjetničku školu, gdje je dva puta formalno prepoznata s nagradom.:str. 180. Iako je osvojila stipendiju, napustila je školu jer joj tamo nije preostalo puno za naučiti, a također i zato što je željela samostalno raditi.:str. 180.
Njezine su se rane slike divile dovoljno da se brzo prodaju, a zaradivši malo novca, odlučila je otputovati u Rim i neko vrijeme tamo studirati.:str. 185. Tijekom svog boravka tamo zaljubila se u mnoge ljepote Italije, posebno iz vremenskog razdoblja renesanse.:str. 185. Prirodno se promijenio njezin umjetnički stil kao rezultat ovog iskustva, a na nju su posebno utjecala djela Botticellija. Nakon što se vratila kući, pozvana je 1877. da doprinese prvoj izložbi nove Grosvenor Gallery.:str. 190. Slika koju je poslala dobro je prihvaćena i tako je u dvadeset i jednoj godini postala rado viđeni izlagač u ovoj i drugim galerijama.:str. 190. - 192. Bilo je deset godina kasnije u ožujku 1887., sljedeći dugotrajnih zaruka, kada su ona i William De Morgan, dizajner pločica I lončar, bili vjenčani.:str. 193.-195.

## Vanjske poveznice
|  | Zajednički poslužitelj ima još gradiva o temi Evelyn De Morgan |